# Comostola dispansa
Comostola dispansa är en fjärilsart som beskrevs av Walker 1861. Comostola dispansa ingår i släktet Comostola och familjen mätare. Inga underarter finns listade i Catalogue of Life.